# Église Saint-Martin de Nohant-en-Graçay
L'église Saint-Martin est une église catholique située sur la commune de Nohant-en-Graçay, dans le département du Cher, en France.

## Historique
C'est une église romane datant du XIIe siècle, mais elle a été fortement remaniée. Au XIVe siècle sont ajoutées des voûtes d'ogive au chœur. En 1889, la nef fut reconstruite.
L'édifice est classé partiellement pour la travée du clocher au titre des monuments historiques par arrêté du 19 août 1921.

## Description
Comme la collégiale de Saint-Outrille située à cinq kilomètres, elle possède un clocher tors recouvert de bardeaux de châtaignier ; il tourne de gauche à droite de 1/16e de tour.
À l'intérieur se trouvent de jolis chapiteaux historiés et un lavabo liturgique du XIIe siècle. 